# Fort XII Twierdzy Modlin

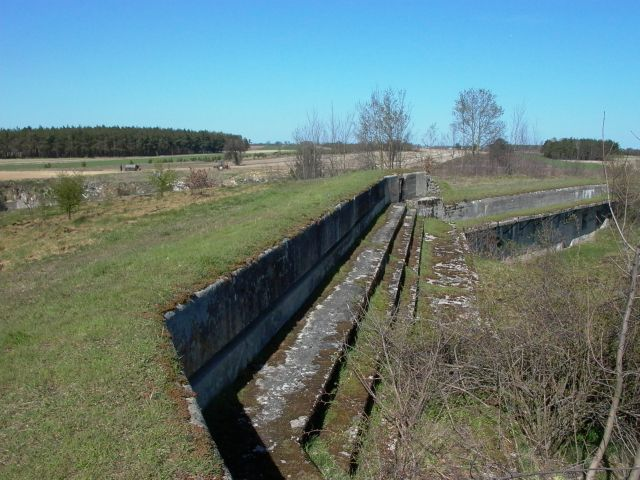
Fort XII: stanowiska bojowe dla piechoty na wale głównym

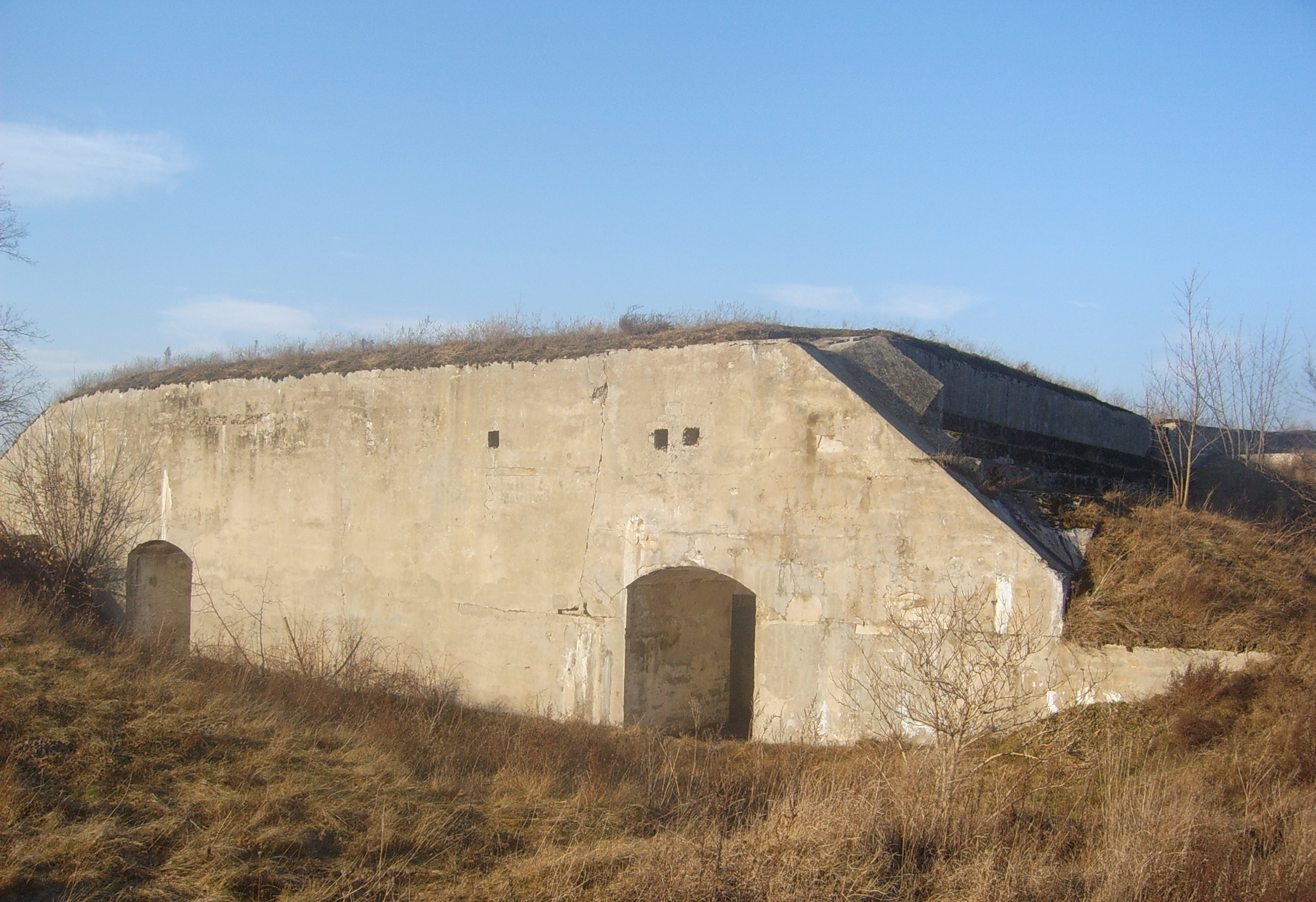
Fort XII

Fort XII – jeden z fortów Twierdzy Modlin, wzniesiony w ramach budowy drugiego, zewnętrznego pierścienia fortów w latach 1912–1915.
Fort znajduje się niedaleko wsi Janowo. Jego projekt został oparty na wzorcu F1909, autorstwa generała Konstantego Wieliczki. Fort nie został ukończony; wzniesiono jednak część zaplanowanych obiektów: połowę głównego schronu – podwalni wraz z galeriami strzeleckimi oraz poternę, prowadzącą do kaponiery przeciwskarpowej.
Fort obecnie jest opuszczony i, poprzez wykorzystanie jako dzikie wysypisko śmieci, dewastowany.